# Aerofagia
L'aerofagia è la presenza di un'eccessiva quantità di aria all'interno dello stomaco. La presenza di quantità fisiologiche è definita aerogastria.

## Clinica

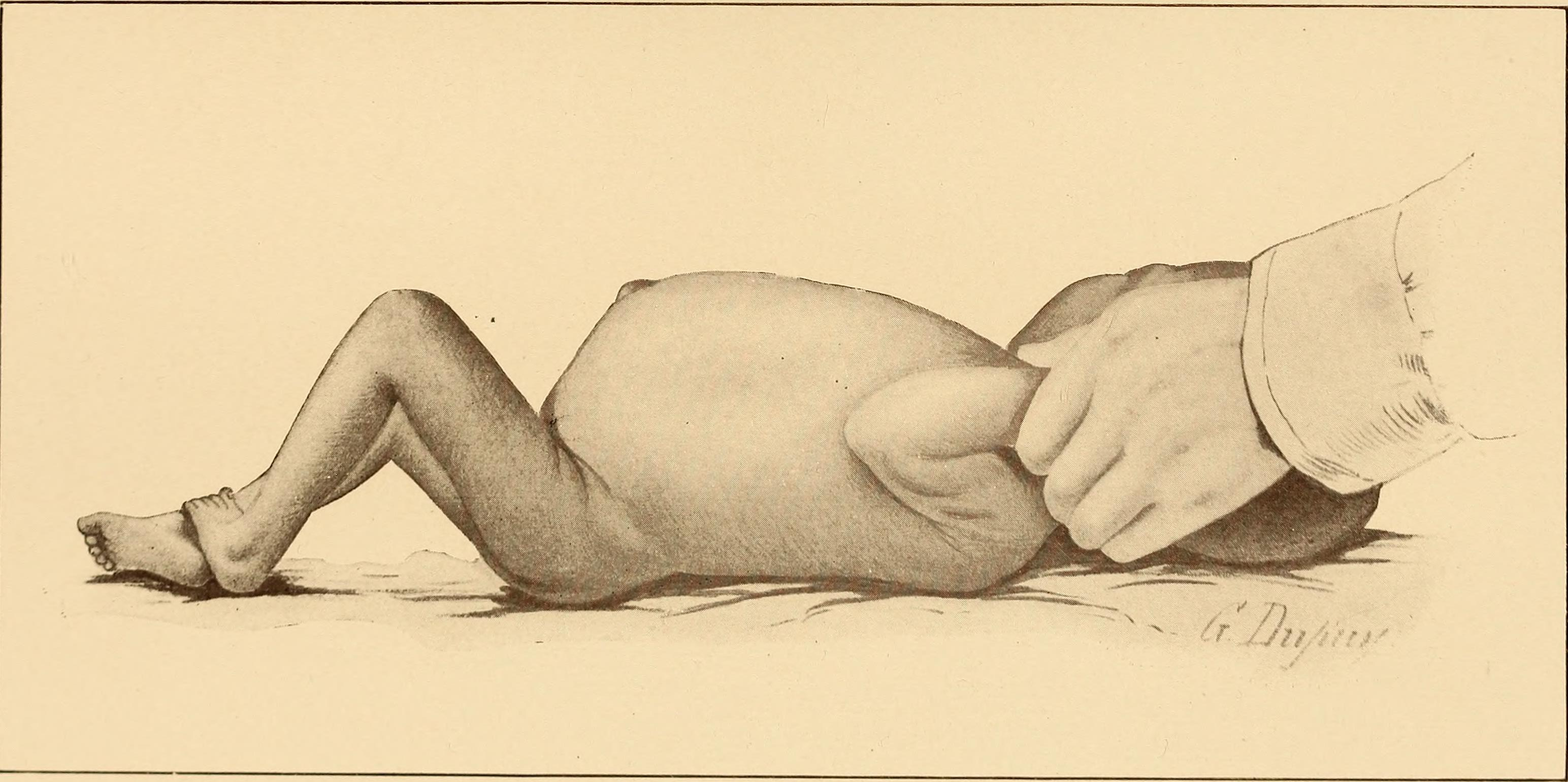
Meteorismo in un bambino, raffigurato in un testo del 1910

È caratterizzata da un rigonfiamento gassoso dell'addome con conseguente meteorismo e frequenti eruttazioni e flatulenze. Può causare anche dolore.

## Eziologia
Le cause che portano a tale manifestazione sono dovute: ad uno stato ansioso del soggetto, ad un ingurgitamento troppo veloce del cibo o dei liquidi, fermentazione di certi alimenti (in particolar modo quelli ad alta percentuale di grassi, i quali rallentano la digestione e contribuiscono ad un senso di gonfiore e gas), al fumo ed al consumo di gomme da masticare.
Talvolta l'insorgere della patologia può essere dovuta ad altri disturbi dell'apparato digerente quali ulcere o gastriti.

## Rimedi
In caso di aerofagia sono sconsigliati gli apporti alimentari quali: lattosio, raffinosio, fruttosio e sorbitolo.
Per evitare l'irritazione della mucosa intestinale è pertanto necessario l'introduzione di riso e/o orzo, ovvero alimenti a basso contenuto zuccherino.